# Летов Š-22
Летов Š-22 (чеш. Letov Š-22) је ловачки авион направљен у Чехословачкој. Авион је први пут полетео 1926. године. 

Направљен је само један прототип овог висококрилца са металним трупом.
Маса празног авиона је износила 934 килограма а нормална полетна маса 1285 килограма. Био је наоружан са 2 предња митраљеза калибра 7,7 милиметара.

## Наоружање
| Наоружање авиона: Летов        |     |
| Ватрено (стрељачко) наоружање  |     |
| Топ                            |     |
| Митраљез                       |     |
| Број и ознака митраљеза        | 2   |
| Калибар                        | 7,7 |
| Бомбардерско наоружање (бомбе) |     |
| Ракетно наоружање (ракете)     |     |